# Agave vivipara
Agave vivipara är en sparrisväxtart som beskrevs av Carl von Linné. Agave vivipara ingår i släktet Agave och familjen sparrisväxter.

## Underarter
Arten delas in i följande underarter:
- A. v. deweyana
- A. v. letonae
- A. v. nivea
- A. v. rubescens
- A. v. sargentii
- A. v. vivipara

## Bildgalleri

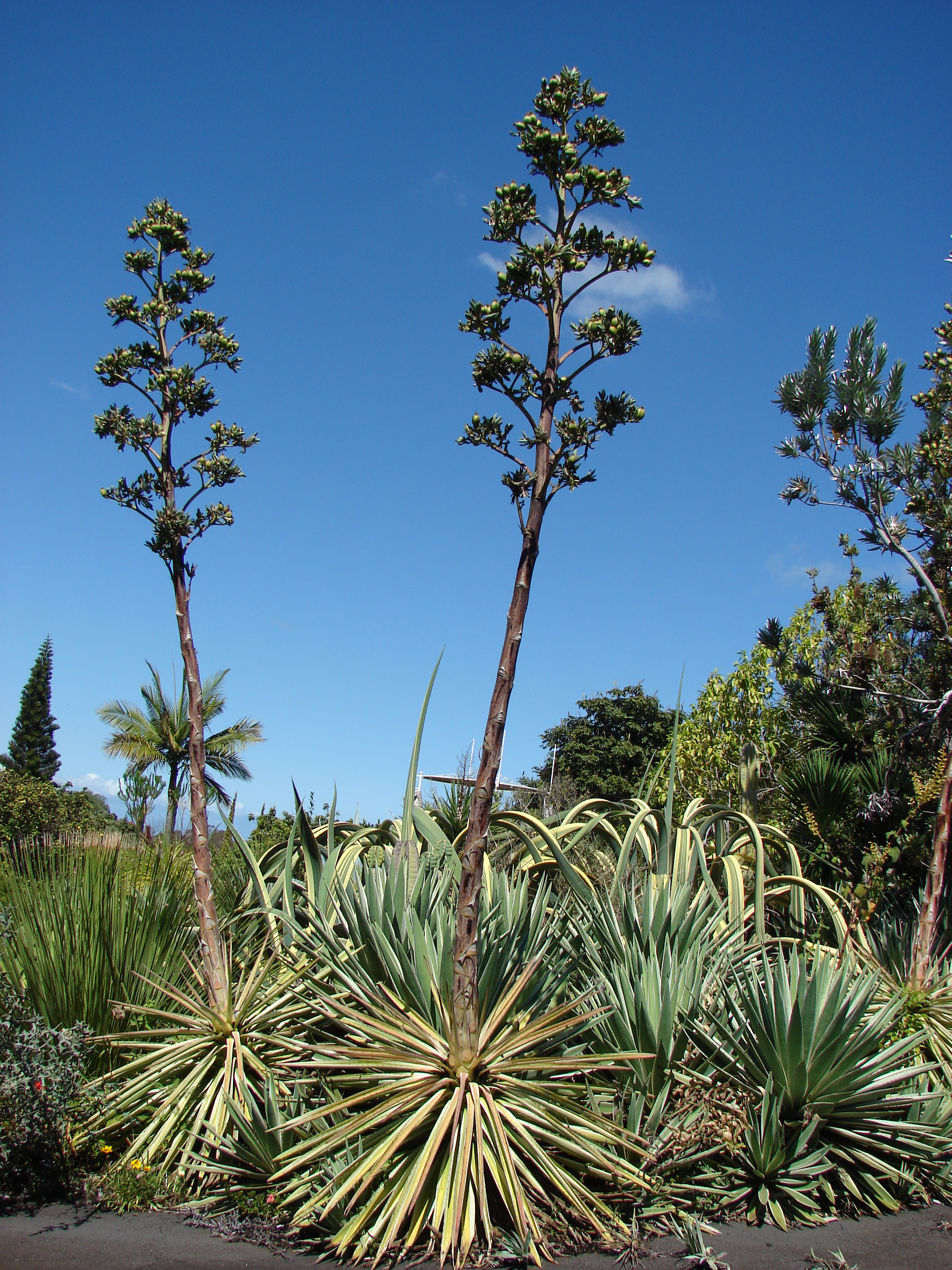
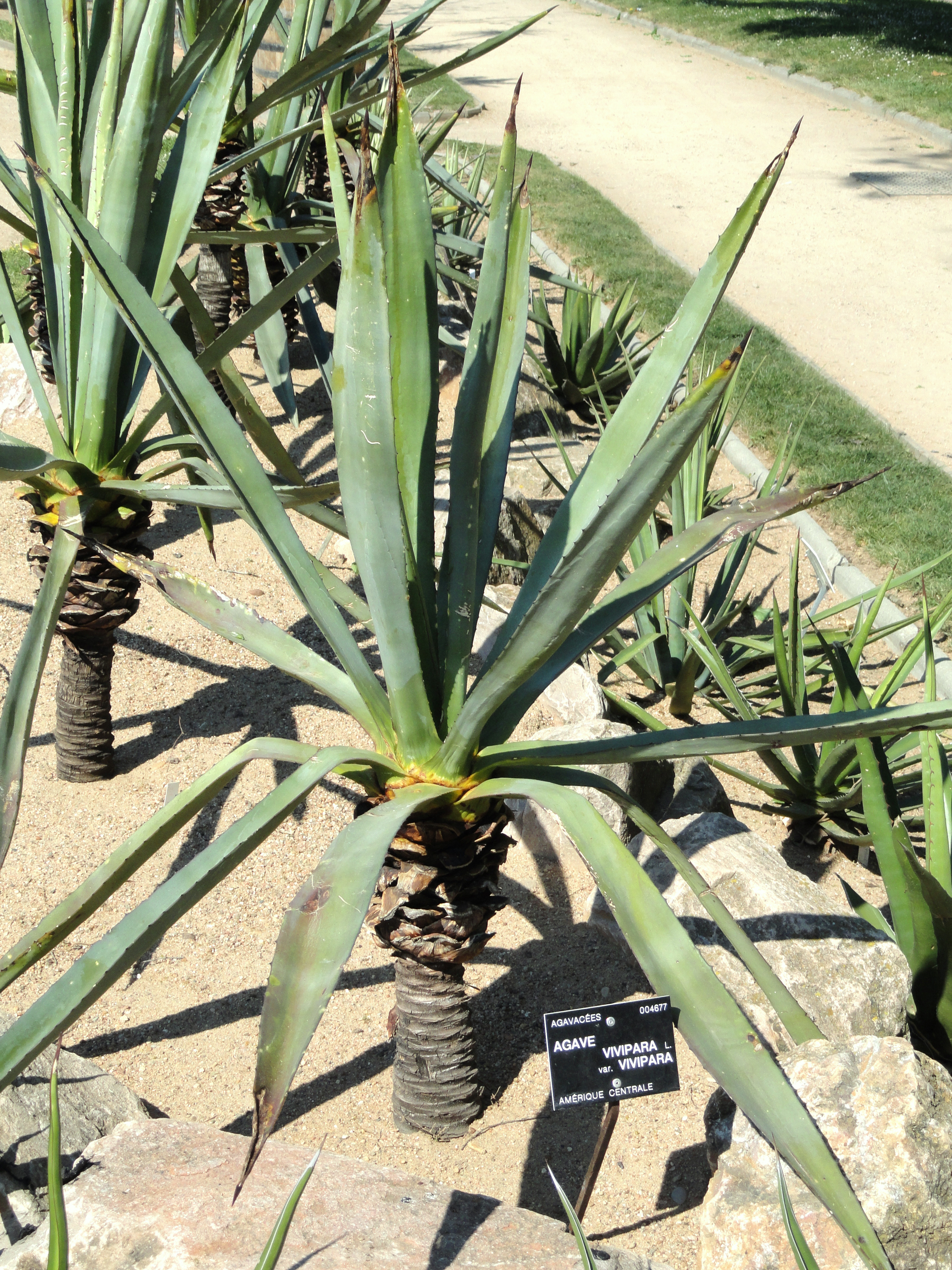
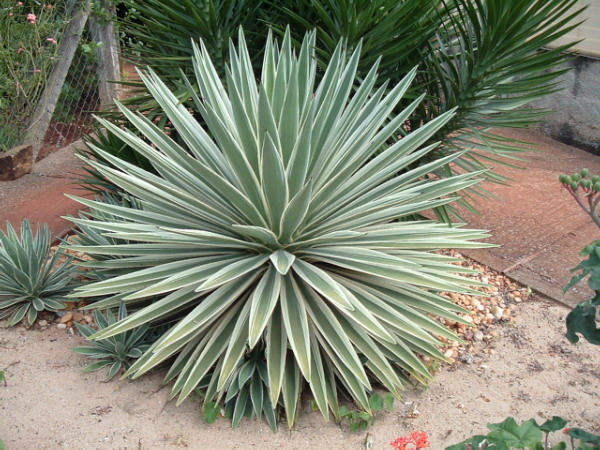
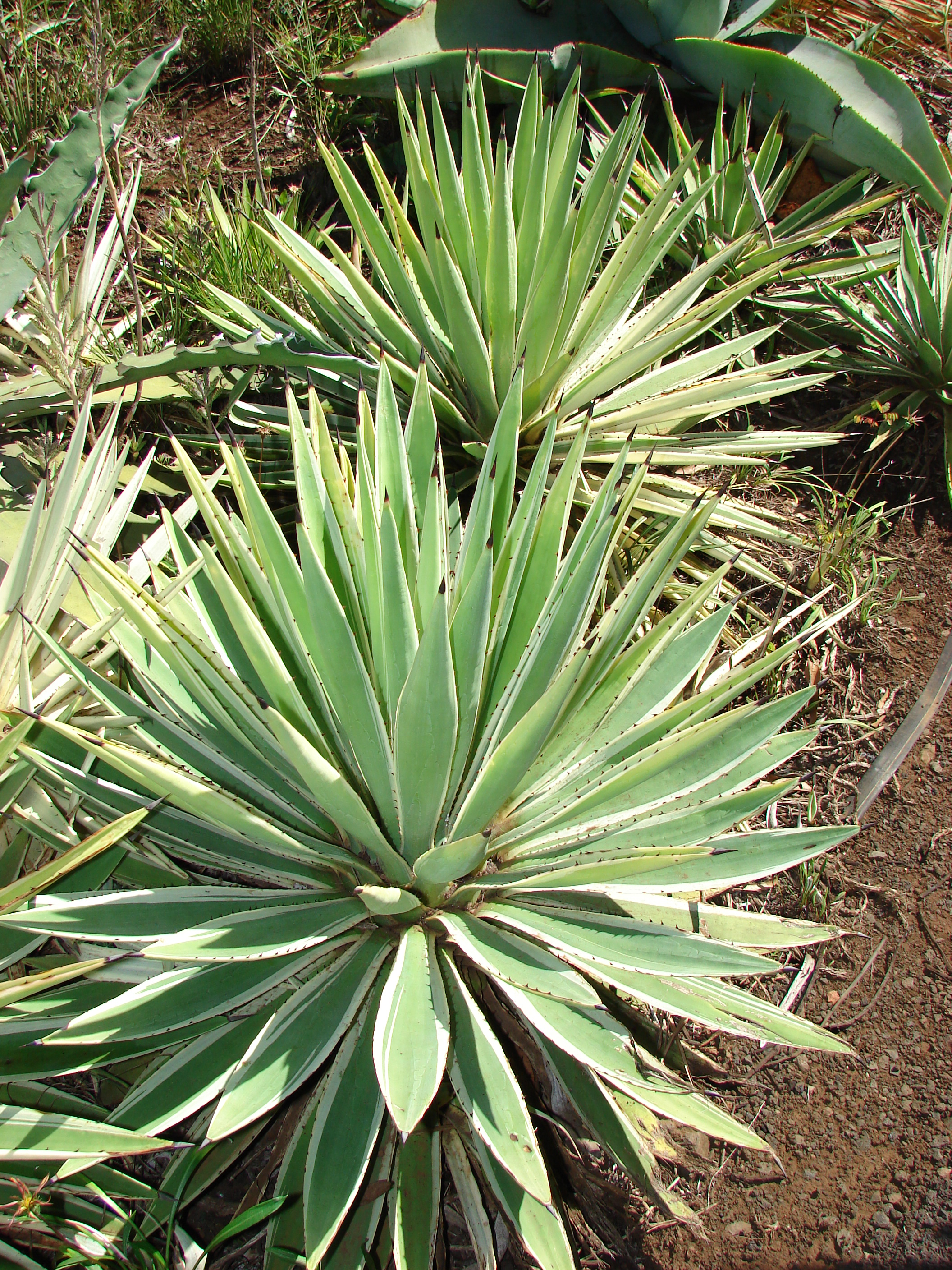
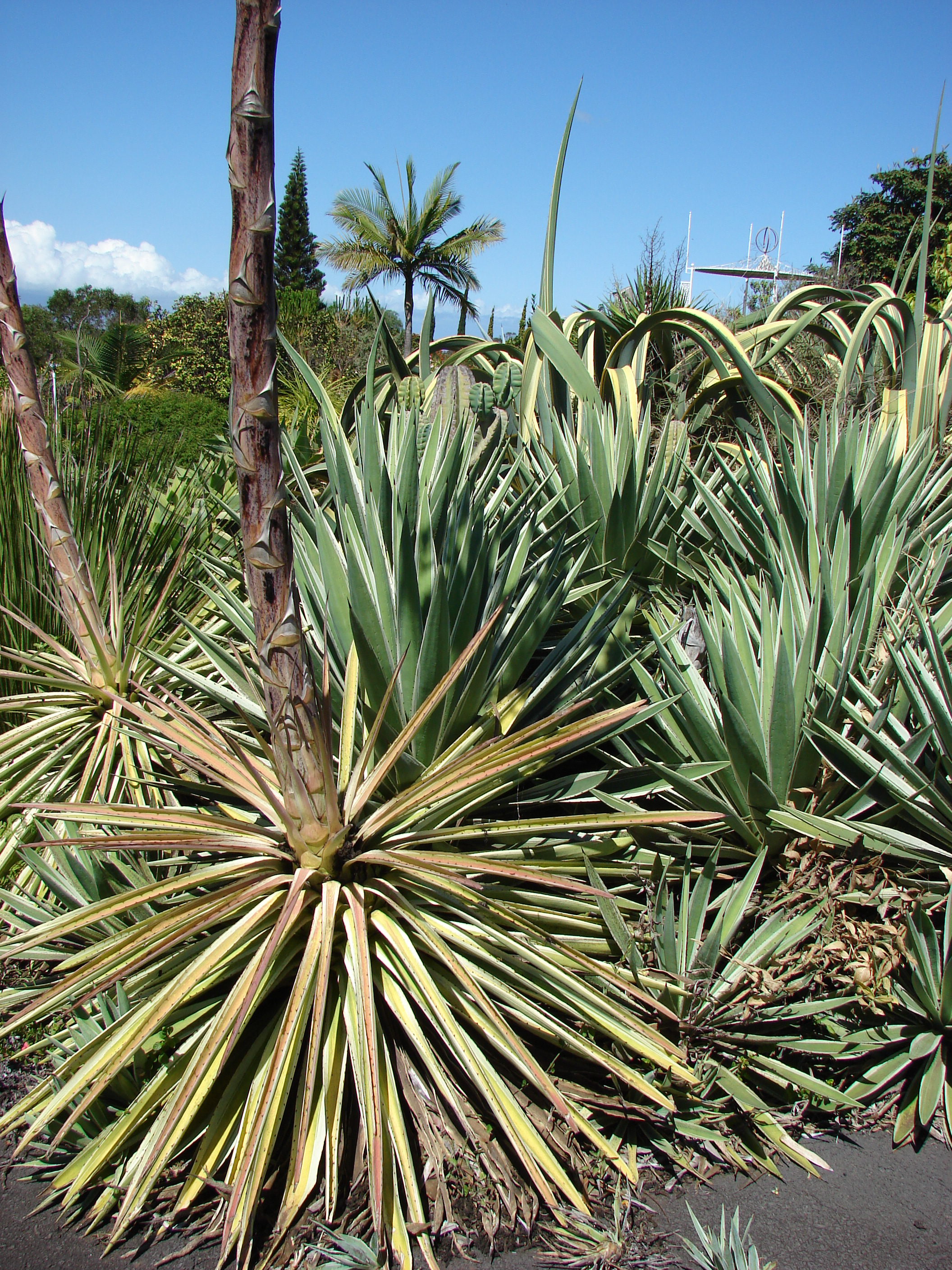